# Alexander Iwanowitsch Ostermann-Tolstoi

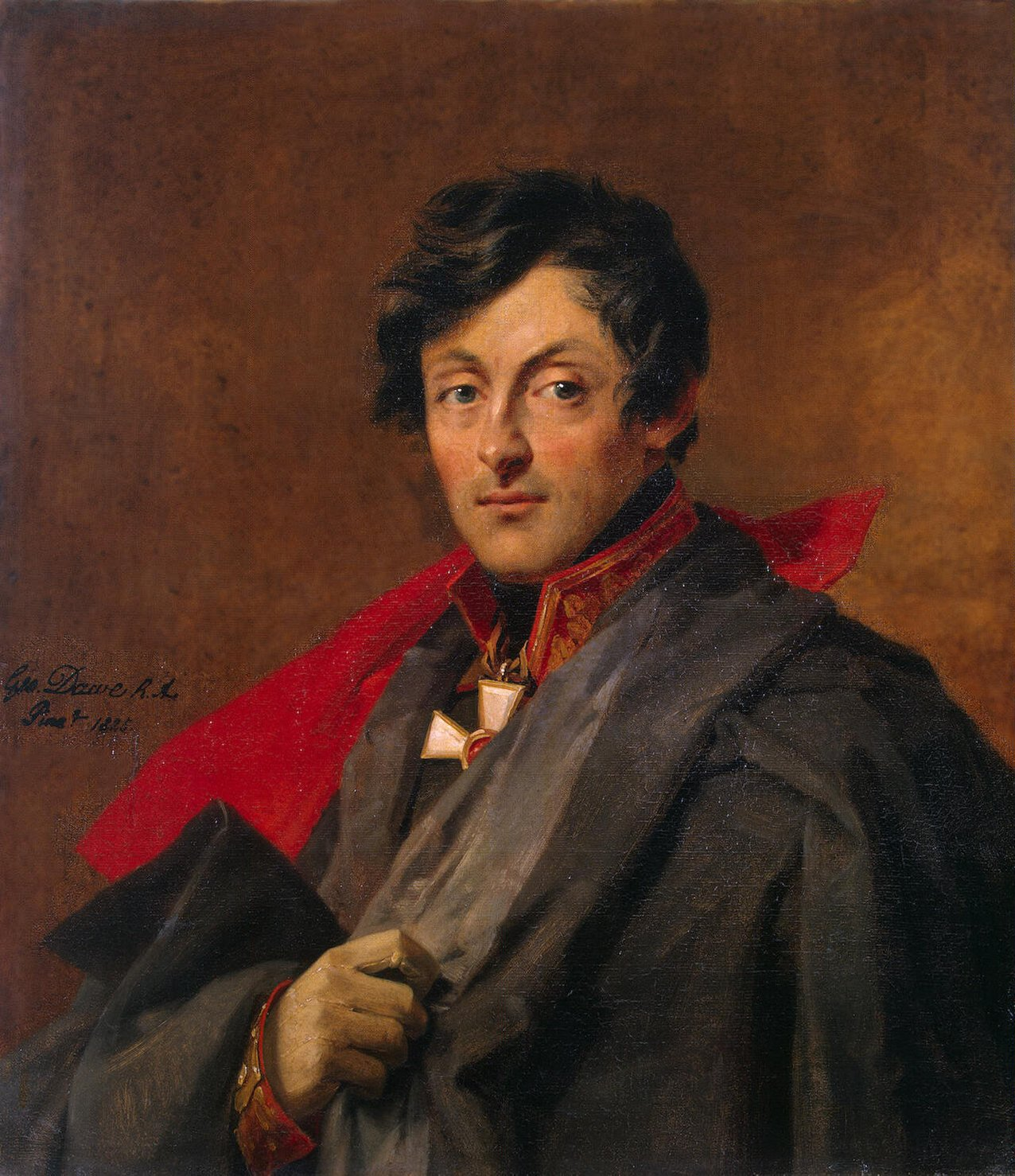
Graf Ostermann-Tolstoi

Alexander Iwanowitsch Graf Ostermann-Tolstoi (russisch Александр Иванович Остерман-Толсто́й, wiss. Transliteration Aleksandr Ivanovič Osterman-Tolstoj, * 1770/72; † 11. Februar 1857 in Le Petit-Saconnex, Schweiz) war ein Offizier der russischen Armee in der Zeit der Napoleonischen Kriege. 

## Leben
Seine Eltern waren Iwan Matwejewitsch Tolstoi und Agrafena Iljinitschna Bibikowa. Er war ein Urenkel von Heinrich Johann Friedrich Ostermann und Enkel väterlicherseits von Matwei Andrejewitsch Tolstoi.  
Dessen Schwager Iwan Ostermann berief Alexander Iwanowitsch Tolstoi zu seinem Erben, woraufhin er dessen Nachnamen zusätzlich annahm. Ostermann-Tolstoi kämpfte 1790 mit Auszeichnung in den Feldzügen gegen die Türkei und Polen. 1798 wurde er Generalmajor und erhielt 1805 als Generalleutnant den Oberbefehl über das russische Korps, welches zusammen mit schwedischen und englischen Hilfstruppen einen Ablenkungsangriff in Norddeutschland durchführte.  Nach seiner Rückkehr wurde er Gouverneur von Sankt Petersburg. 1806 führte er die 2. Division in Bennigsens Heer und focht 1807 bei Preußisch-Eylau gegen die Franzosen. 
1812 erhielt er das Kommando des IV. Armeekorps und nahm mit diesem am gesamten Feldzug von 1812 mit Auszeichnung teil. Er nahm wesentlichen Anteil an den Schlachten von Borodino und Tarutino. 1813 wurde Ostermann-Tolstoi in der Schlacht bei Bautzen (21./22. Mai) verwundet, kämpfte dann am 26./27. August bei Dresden. In der Schlacht bei Kulm am 29. und 30. August befehligte er das russische Gardekorps. In dieser Schlacht, in der er an der Spitze des Gardekorps dem Feind (unter General Vandamme) standhielt, wurde er erneut verwundet und verlor dabei seinen linken Arm. 
Gemeinsam mit Klenau erreichte er im November die Kapitulation Dresdens. 1815 ging er für kurze Zeit als Gesandter nach Paris. 1817 ernannte man Ostermann-Tolstoi zum General der Infanterie. Als Befehlshaber des Grenadierkorps nahm er 1825 seinen Abschied. Nachdem er mehrere Jahre in Frankreich und Italien zugebracht hatte, unternahm er 1831 in Begleitung Jakob Philipp Fallmerayers eine Reise durch den Orient und ließ sich 1837 in Le Petit-Saconnex am Genfersee nieder. 

## Auszeichnungen
Inland
- Orden der Heiligen Anna, I. Klasse
- Orden des Heiligen Georg, II. III. und IV. Klasse
- Orden des Heiligen Wladimir I. und II. Klasse
- Orden des Heiligen Alexander Nevsky, Ritter
- Orden des Heiligen Andreas des Erstberufenen
- Goldenes Schwert für Tapferkeit

Ausland
- Schwarzer Adlerorden, Ritter
- Militär-Maria-Theresien-Orden, Kommandeur